# 熊本市電坪井線
坪井線（つぼいせん）は、かつて熊本県熊本市の藤崎宮前停留場から上熊本駅前停留場までを結んでいた、熊本市交通局（熊本市電）の軌道路線。
元々は熊本電気鉄道藤崎線の一部であったが、災害による休止を経て1954年に熊本市交通局に譲渡されて市電路線となり、1970年に廃止された。

## 歴史
1911年、菊池軌道（1948年に熊本電気鉄道へ改称）の最初の区間として開業したのが始まりである。その後1913年に、菊池軌道は隈府駅（後の菊池駅）まで全通することとなる。
1948年に藤崎宮前駅より隈府方面が鉄道へ変更されてからも、上熊本 - 藤崎宮前間は軌道線として営業を続けたが、昭和28年西日本水害で被害を受け休止。その後1954年に熊本市交通局へ譲渡され、市電路線として営業を再開した。この時、起点が幹線藤崎宮前停留場、終点が上熊本線上熊本駅前停留場と、いずれも市電へ接続する形に改められた。
上熊本駅からは上熊本駅前停留場を経由して熊本倉庫までの貨物線が新たに設置され、坪井線の営業開始と同時に貨物営業を開始し、1966年まで運用された。これは上熊本倉庫線（かみくまもとそうこせん）と通称され、坪井線との重複区間は三線軌条となっていた。
- 1911年（明治44年）10月1日：菊池軌道（現在の熊本電気鉄道）により池田 - 北千反畑間が開業[1]。軌間914 mm。池田・射場坂・京町口・加藤社前・内坪井・千反畑・北千反畑各停留場開業。
  - 射場坂停留場は後に清正公前→本妙寺口と改称しているが、時期は不明。
- 1913年（大正2年）8月2日：北千反畑停留場が広町停留場に改称。
- 1923年（大正12年）8月2日：池田停留場が上熊本停留場に改称。同時に上熊本 - 室園間を1067 mm軌間に改軌・電化。
- 1924年（大正13年）：千反畑停留場が広町停留場に、広町停留場が藤崎宮前停留場に改称。
- 1950年（昭和25年）10月1日：路線名が制定され、藤崎線の一部となる。
- 1953年（昭和28年）6月26日：昭和28年西日本水害により不通。
- 1954年（昭和29年）
  - 6月1日：上熊本 - 藤崎宮前間が廃止。設備は熊本市交通局へ譲渡。
  - 10月1日：熊本市電の坪井線として営業再開。ただし加藤社前停留場は再開業せず、跡地付近に加藤神社前停留場が開業。坪井線の開業に際しては、電鉄時代の1067 mm軌間を標準軌に改軌している（上熊本倉庫線との共用区間のみ三線化[2]）。同時に上熊本倉庫線が開業。
- 1961年（昭和36年）9月5日：加藤神社前停留場を磐根橋停留場に改称。
- 1966年（昭和41年）7月6日：上熊本倉庫線廃止。
- 1970年（昭和45年）5月1日：全線廃止。

## 運行形態
坪井線の日中12分間隔に対し、上熊本倉庫線は基本的に市電の間合い運用で、1日1往復のみであった。

## 停留場一覧
- 全停留場が熊本県熊本市に所在。

| 停留場名         | 駅間 キロ | 累計 キロ | 接続路線                                                            |
| ---------------- | --------- | --------- | ------------------------------------------------------------------- |
| 藤崎宮前停留場   | -         | 0.0       | 熊本市電：幹線                                                      |
| 広町停留場       | 0.2       | 0.2       |                                                                     |
| 壺井橋停留場     | 0.3       | 0.5       |                                                                     |
| 磐根橋停留場     | 0.3       | 0.8       |                                                                     |
| 京町口停留場     | 0.3       | 1.1       |                                                                     |
| 本妙寺通停留場   | 0.3       | 1.4       |                                                                     |
| 上熊本駅前停留場 | 0.7       | 2.1       | 熊本電気鉄道：菊池線 ⇒ 上熊本駅 日本国有鉄道：鹿児島本線 ⇒ 上熊本駅 |